# Cornelis van Aerssen (Politiker, 1600)

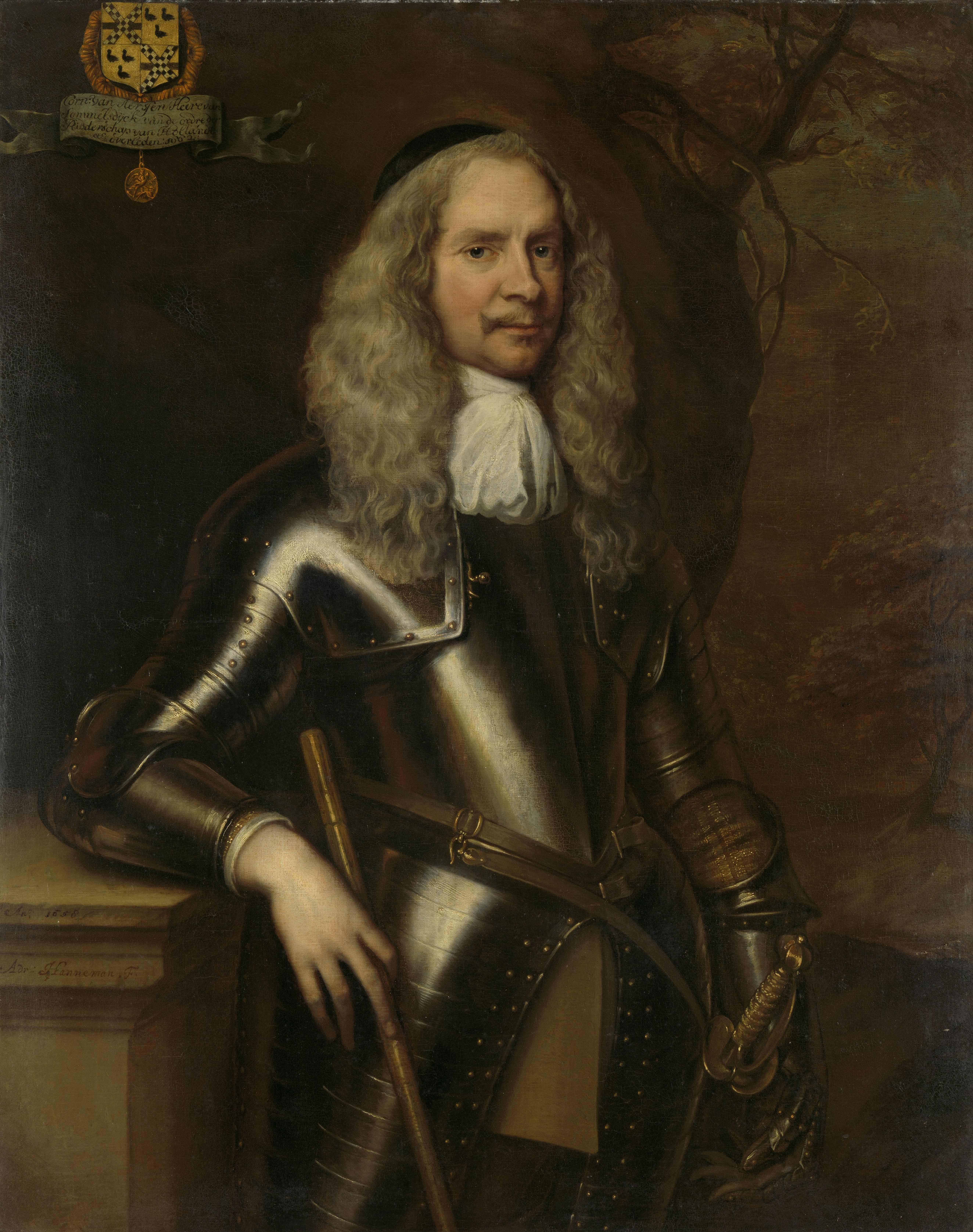
Porträt des Cornelis van Aerssen durch Adriaen Hanneman (Rijksmuseum, Amsterdam).

Cornelis van Aerssen van Sommelsdijk (* 1600 in ?? Paris; † 19. November 1662 in Den Haag) war ein niederländischer Edelmann, Militär sowie ein ultra-oranisch gesinnter Staatsmann des Goldenen Zeitalters der Niederlande. 
Er entstammte dem Geschlecht der van Aerssens. Seine Eltern waren Mr. François van Aerssen und Petronella Borre. Von seinem Vater erbte Cornelis die Herrschaften Sommelsdijk, Spijk und Ooltgensplaat sowie dessen Platz in der holländischen Ritterschaft. Er heiratete 1630 Lucia (Luts) von Walta (1610–1674) aus einer friesischen Adelsfamilie, der das Schloss Walta bei Wieuwerd gehörte. Mit ihr hatte er neun Kinder, die zwischen 1630 und 1649 geboren wurden.
Van Aerssens Tochter Françoise van Aerssen ehelichte den niederländischen Feldmarschall und Reichsgrafen Hendrik van Nassau-Ouwerkerk. Sein Sohn Cornelis van Aerssen van Sommelsdijk war der Gouverneur von Suriname und einer von drei Teilhabern an der Sozietät von Suriname. Die jüngste Tochter Lucia heiratete den Prediger Jean de Labadie.
Cornelis van Aerssen war ein intimer Freund und einer der politischen Anhänger des Statthalters Wilhelm II. von Oranien-Nassau. Er war Oberst der Kavallerie und Gouverneur von Nijmegen. Im Jahre 1650 förderte er Oraniens fehlgeschlagenen Angriff auf Amsterdam. Van Aerssen wurde nach dem politischen Ende des Oraniers nicht verfolgt, aber er wurde durch die niederländischen Generalstaaten aus der Ritterschaft Hollands ausgeschlossen.
Zeit seines Lebens galt van Aerssen als der reichste Mann Hollands, im Jahre 1654 wurde er auf ein Vermögen von 960.000 Gulden geschätzt.

## Belege
1. ↑  DE RIJKE ADELLIJKE FAMILIE VAN WALTA – Mummiekelder. het geheim van wiuwert Friesland. Abgerufen am 3. April 2022 (niederländisch).

| Personendaten    | Personendaten                                              |
| ---------------- | ---------------------------------------------------------- |
| NAME             | Aerssen, Cornelis van                                      |
| ALTERNATIVNAMEN  | Aerssen van Sommelsdijk, Cornelis van (vollständiger Name) |
| KURZBESCHREIBUNG | niederländischer Militär und Anhänger der Oranier          |
| GEBURTSDATUM     | 1600                                                       |
| GEBURTSORT       | unsicher: Paris                                            |
| STERBEDATUM      | 19. November 1662                                          |
| STERBEORT        | Den Haag, Niederlande                                      |